# Independence National Historical Park
Het Independence National Historical Park is een nationaal park in de Amerikaanse stad Philadelphia. Het National Park Service is verantwoordelijk voor het onderhoud van het park. Het belangrijkste onderdeel van het park is de Independence Hall dat tot het Werelderfgoed van de UNESCO behoort.

## Geschiedenis van het park
De eerste plannen voor een park rondom de Independence Hall stammen uit 1915. De ideeën voor een park namen pas echt vorm in de jaren twintig en dertig. Op 28 juni 1948 werd er in het Amerikaanse Congres een wet aangenomen die het mogelijk maakte voor de oprichting van het park. Het park werd officieel opgericht op 4 juli 1956 en tien jaar later werd het park opgenomen in het National Register of Historic Places

## Onderdelen van het park
- American Philosophical Society
- Carpenters' Hall
- Christ Church
- City Tavern
- Congress Hall
- Dolley Todd House
- First Bank of the United States
- Franklin Court
- Free Quaker Meeting House
- Independence Hall
- Liberty Bell Center
- Merchants' Exchange Building
- Old City Hall
- President's House
- Second Bank of the United States
- Washington Square